# Lamjamee Dayah
Lamjamee Dayah is een bestuurslaag in het regentschap Aceh Besar van de provincie Atjeh, Indonesië. Lamjamee Dayah telt 445 inwoners (volkstelling 2010).